# Стиборій (місячний кратер)
Стиборій — місячний ударний кратер, розташований на південний захід від кратера Пікколоміні, в південно-східному квадранті видимої частини Місяця. На південний захід від Стиборія розташований кратер Велер меншого розміру. Діаметр Стиборія складає 44 км, глибина — 3,7 км.
Вал кратера добре виражений, без помітних слідів ерозії приблизно круглої форми з великим зовнішнім виступом на північно-східному боці, де вал різко провалюється. Уздовж південно-східного та північного внутрішніх боків валу є сходинка, схожа на терасу. Дно місцями нерівне, з невеликим центральним піднесенням, яке сполучається з північно-східною частиною валу невисоким гребенем. Кратер відноситься до пізньоімбрійського періоду, 3800-3200 млн років тому.
Названий на честь Андреаса Штоберля (псевдонім Стиборій), австрійського філософа, теолога та астронома XV століття.
На околицях Стиборія розташовано багато дрібних кратерів, які позначаються на місячних картах тим же ім'ям з додаванням відповідної латинської літери :
| Стиборій | Широта | Довгота | Діаметр, км |
| -------- | ------ | ------- | ----------- |
| A        | 36.9°  | 35.5°   | 32          |
| B        | 37.3°  | 33.5°   | 9           |
| C        | 33.9°  | 33.3°   | 22          |
| D        | 33.4°  | 35.7°   | 18          |
| E        | 34.8°  | 34.1°   | 15          |
| F        | 35.7°  | 32.4°   | 8           |
| G        | 37.3°  | 35.7°   | 10          |
| J        | 36.1°  | 35.6°   | 10          |
| K        | 35.5°  | 34.6°   | 16          |
| L        | 35°    | 33.5°   | 10          |
| M        | 35.5°  | 32.8°   | 7           |
| N        | 36.3°  | 32.9°   | 9           |
| P        | 33.2°  | 34°     | 6           |